# Zračna luka Varšava-Frédéric Chopin
Zračna luka Varšava-Frédéric Chopin (poljski: Lotnisko Chopina w Warszawie) (IATA: WAW, ICAO: EPWA) je međunarodna i glavna zračna luka Varšavi u Poljskoj. 